# Яна (предприятие)
„Яна“ АД е българско предприятие за производство на облекло със седалище в Бургас и производствени бази в Плевен и Панагюрище.
Регистрирано е през 1994 година, а в края на 90-те години купува две приватизирани фабрики. Фабриката в Панагюрище е основана през 1923 година от Кръстьо Бояджиев, по-късно е преименувана на фабрика „Оборище“ и в продължение на десетилетия е водещият производител на хавлии в България. Фабриката за трикотаж в Плевен започва работа през 1976 година и към 2022 година „Яна“ е най-големият производител на плетено облекло в страната. Предприятието има обем на продажбите 53 милиона лева (2021) и около 1500 служители (2017).